# Saint-Cyr-sous-Dourdan
Saint-Cyr-sous-Dourdan es una comuna francesa situada en el departamento de Essonne, en la región de Isla de Francia.

## Demografía
| 453 | 459 | 640 | 774 | 846 | 951 | 957 |
| Para los censos de 1962 a 1999 la población legal corresponde a la población sin duplicidades (Fuente: INSEE [Consultar]) |     |     |     |     |     |     |